# Enina
Enina (bułg. Енина) – wieś w południowo-środkowej Bułgarii, w obwodzie Stara Zagora, w gminie Kazanłyk. Według danych Narodowego Instytutu Statystycznego, 31 grudnia 2011 roku wieś liczyła 2462 mieszkańców.

## Historia
W czasie wojen bałkańskich w 1912 roku do legionu Macedońsko-Adrianopolskiego wstąpił jeden mieszkaniec. W trakcie remontu cerkwi świętej Paraskiewy w 1960 roku odkryty został manuskrypt z XI wieku zwany Apostołem enińskim, najstarszy znany lekcjonarz Nowego Testamentu w języku staro-cerkiewno-słowiańskim, w 2011 roku wpisany przez UNESCO na listę Pamięć Świata.

## Zabytki i atrakcje
- Ruiny rzymskiej twierdzy Czileczeto
- Cerkiew Świętej Paraskiewy
- Monastyr
- Rezerwat Kamesztnica – obejmujący wąwóz rzeki Enina

## Infrastruktura społeczna
W Eninie funkcjonuje szkoła podstawowa Christo Botewa, dom kultury, biblioteka, klub emeryta.

## Urodzeni w Eninie
- Dimityr Pontenew Penczew – nauczyciel, dydaktyk
- Iwan Nonow – nauczyciel, były kmet Starej Zagory